# Can Gepeta
Can Gepeta és una obra de Girona inclosa a l'Inventari del Patrimoni Arquitectònic de Catalunya.

## Descripció
És un conjunt format per diferents edificacions al llarg del temps. El nucli originari (núm. 27) és de 1607, segons data a la llinda planera de la porta, amb relleu en creu dins una orla típica. La façana lateral té finestres goticitzants.
Al costat del nucli es forma una ampliació amb una porta semidovellada datada el 1719 i un balcó a sobre, d'obertura ampliada, biforada i sense mainell.
Al costat, i continuant l'ampliació, la núm. 23 presenta porta de llinda planera amb motiu goticitzant i un balcó al damunt. El conjunt és de planta baixa i un pis. Els teulats presenten diferents vessants. Al costat dret es conserva una senzilla pallissa.

## Història
Per llindes datades: 1607-1719